# 오픈 마인드 커먼 센스
오픈 마인드 커먼 센스(Open Mind Common Sense, OMCS)는 매사추세츠 공과대학교(MIT) MIT 미디어 랩에 기반을 둔 인공지능 프로젝트로, 웹을 통해 수천 명의 사람들이 기여한 방대한 상식 지식 베이스를 구축하고 활용하는 것을 목표로 한다. 이 프로젝트는 1999년부터 2016년까지 활발히 진행되었다.
설립 이래로 15,000명 이상의 기여자가 기여한 백만 개 이상의 영어 사실을 다른 언어의 지식 베이스 외에 축적했다. OMCS의 소프트웨어 대부분은 세 가지 상호 연결된 표현을 기반으로 구축되었다: 사람들이 직접 상호 작용하는 자연어 코퍼스, 이 코퍼스로부터 구축된 ConceptNet이라는 시맨틱 네트워크, 그리고 차원 축소 (통계학)를 사용하여 새로운 지식을 추론할 수 있는 ConceptNet의 행렬 기반 표현인 AnalogySpace이다. 오픈 마인드 커먼 센스에 의해 수집된 지식은 MIT 및 다른 곳에서 연구 프로젝트를 가능하게 했다.

## 역사
이 프로젝트는 마빈 민스키, 푸시 싱, 캐서린 하바시 등의 아이디어였다. 개발 작업은 1999년 9월에 시작되었고, 1년 후에 인터넷에 공개되었다. 하바시는 자신의 논문에서 이를 "당시 초기 단계에 불과했던 인터넷의 분산된 인적 컴퓨팅 능력 중 일부를 활용하려는 시도"라고 설명했다. 원래 OMCS는 웹사이트 Everything2와 그 전신에 영향을 받았으며, 구글에서 영감을 받은 미니멀리스트 인터페이스를 제시한다.
푸시 싱은 2007년에 MIT 미디어 랩의 교수가 되어 상식 컴퓨팅 그룹을 이끌 예정이었으나, 2006년 2월 28일 자살했다.
이 프로젝트는 현재 캐서린 하바시가 이끄는 MIT 미디어 랩의 디지털 직관 그룹에서 운영되고 있다.

## 데이터베이스 및 웹사이트
OMCS에는 다양한 유형의 지식이 있다. 어떤 진술은 객체나 사건 간의 관계를 자연어의 간단한 구절로 표현한다: 예를 들어 "코트는 따뜻하게 입는 데 사용된다", "태양은 매우 뜨겁다", "저녁 식사를 요리할 때 마지막으로 하는 일은 설거지를 하는 것이다" 등이 있다. 데이터베이스는 또한 "친구와 시간을 보내는 것은 행복을 유발한다"와 "자동차 사고를 당하면 화가 난다"와 같은 진술에서 상황의 감정적 내용을 포함한다. OMCS는 "사람들은 존경받기를 원한다"와 "사람들은 좋은 커피를 원한다"와 같이 크고 작은 사람들의 욕구와 목표에 대한 정보를 포함한다.
원래 이러한 진술은 웹사이트에 제한 없는 문장으로 입력될 수 있었고, 나중에 구문 분석되어야 했다. 웹사이트의 현재 버전은 더욱 구조화된 빈칸 채우기 템플릿만을 사용하여 지식을 수집한다. OMCS는 또한 유희형 게임인 "Verbosity"에 의해 수집된 데이터를 사용한다.
원시 형태의 OMCS 데이터베이스는 단순히 일부 상식을 전달하는 짧은 문장들의 모음이다. 이 지식을 계산적으로 사용하기 위해서는 더 구조화된 표현으로 변환되어야 한다.

## ConceptNet
ConceptNet은 OMCS 데이터베이스의 정보를 기반으로 한 시맨틱 네트워크이다. ConceptNet은 노드가 개념이고, 엣지가 이러한 개념에 대한 상식적 주장인 방향성 그래프로 표현된다. 개념은 명사구, 동사구, 형용사구 또는 절이 될 수 있는 밀접하게 관련된 자연어 구문들의 집합을 나타낸다.
ConceptNet은 얕은 구문 분석기를 사용하여 OMCS의 자연어 주장을 패턴과 일치시켜 생성된다. 주장은 제한된 가능한 관계 집합에서 선택된 두 개념 간의 관계로 표현된다. 다양한 관계는 OMCS 코퍼스에서 발견되는 일반적인 문장 패턴을 나타내며, 특히 지식 수집 웹사이트에서 사용되는 모든 "빈칸 채우기" 템플릿은 특정 관계와 연결된다.
ConceptNet을 구성하는 데이터 구조는 2007년에 크게 재구성되어 ConceptNet 3으로 발행되었다. 소프트웨어 에이전트 그룹은 현재 새로운 버전 4.0의 데이터베이스와 API를 배포한다.
2010년, OMCS 공동 설립자이자 이사인 캐서린 하바시는 로빈 스피어, 데니스 클라크, 제이슨 알론소와 함께 ConceptNet을 기반으로 하는 텍스트 분석 소프트웨어 회사인 Luminoso를 설립했다. 이 회사는 ConceptNet을 주요 어휘 자원으로 사용하여 기업이 설문 조사, 제품 리뷰, 소셜 미디어 등 방대한 양의 정성적 데이터에서 의미를 파악하고 통찰력을 얻도록 돕는다.

## 기계 학습 도구
ConceptNet의 정보는 기계 학습 알고리즘의 기초로 사용될 수 있다. AnalogySpace라는 한 표현은 특잇값 분해를 사용하여 ConceptNet의 지식에서 패턴을 일반화하고 표현하는데, 이는 AI 애플리케이션에 사용될 수 있다. 이의 개발자들은 말뭉치, ConceptNet과 같은 구조화된 지식 베이스, 그리고 이 둘의 조합을 기반으로 기계 학습을 수행하기 위한 Divisi라는 파이썬 기계 학습 툴킷을 배포한다.

## 다른 프로젝트와의 비교
다른 유사한 프로젝트로는 무한 언어 학습 시스템, Mindpixel (중단됨), Cyc, Learner, SenticNet, 프리베이스, YAGO, 디비피디아, 그리고 Open Mind 1001 Questions가 있으며, 이들은 지식 수집 및 참여 유도에 대한 대안적인 접근 방식을 탐색했다.
오픈 마인드 커먼 센스 프로젝트는 수집된 상식 지식을 공식적인 논리 구조를 사용하는 대신 영어 문장으로 표현하는 데 중점을 두었다는 점에서 Cyc와 다르다. ConceptNet은 공동 창립자 중 한 명인 휴고 리우(Hugo Liu)에 의해 "공식적인 언어적 엄밀함보다는 비형식적인 개념적 연결성에 중점"을 두었기 때문에 Cyc보다는 워드넷과 더 유사하게 구조화되어 있다고 설명된다.

## 같이 보기
- 간이언어의 일종인 Attempto Controlled English (ACE)
- 무한 언어 학습 시스템
- Mindpixel
- 시맨틱 웹
- 디비피디아
- 프리베이스
- YAGO